# Bebe
Bebe (nascida María Nieves Rebolledo Vila; Valência, 9 de maio de 1978) é uma cantora, compositora e atriz espanhola.
Cresceu em um ambiente musical já que seus pais faziam parte do grupo de folk Suberina. Morou em San Vicente de Alcántara (província de Badajoz) na sua juventude. Seus pais, de acordo com Bebe, "viciados em música", a incentivaram desde pequena o amor pela música, sempre viveu rodeada por instrumentos musicais e assim surgiu sua veia musical, começando em 1995 sua trajetória no grupo Vanagloria.
Em 1996, após terminar seus estudos em Badajoz, foi para Madrid estudar teatro. Depois de pouco tempo começou a atuar em locais na capital e no ano de 2001 ganhou um concurso de cantores na Estremadura.
Em 2003 surge a oferta para publicar um disco. O disco é lançado por fim em março de 2004, com o título de Pafuera Telarañas com produção de Carlos Jean. Entre suas músicas mais conhecidas está «Ella», «Siempre me quedará», e «Malo», que tiveram grande êxito na Itália no verão de 2006.
Bebe se afastou da cena musical no ano de 2006 em pleno sucesso de vendas e reconhecimento por meio de vários prêmios da música, entre eles o Grammy Latino na categoria Artista Revelação, e o Border Breakers pelo sucesso em vendas na Europa também no ano de 2006. Além disso, o CD e os singles da cantora estiveram nas listas dos melhores e mais vendidos em vários países, não contemplando somente aqueles de língua espanhola.
Durante seu afastamento da música, Bebe atuou em diversos filmes do cinema espanhol. Trabalhou com diretores reconhecidos naquele país e, quando retornou à cena musical em 2009, trazia seu novo disco “Y.”, além de outros singles como “Me fui” e “La Bicha”.
Em 2016, foi indicada aos Grammy Latinos de Melhor Álbum de Música Alternativa e Melhor Vídeo Musical Versão Longa pelo álbum Cambio de Piel e pelo vídeo 10 Años con Bebe, respectivamente.